# 相原正明
相原 正明（あいはら まさあき、1948年（昭和23年）3月1日 - ）は、岩手県の政治家。江刺市長（1期）、奥州市長（1期）を歴任。

## 略歴
- 1948年 - 岩手県江刺郡愛宕村（江刺町→江刺市を経て、現：奥州市）に生まれる。
- 1966年 - 岩手県立盛岡第一高等学校卒業。
- 1970年 - 東北大学法学部法学科卒業。岩手県職員採用。
- 1992年 - 滝沢村（現滝沢市）助役（1995年まで）。
- 2002年 - 岩手県庁を退職。
- 2003年 - 江刺市長当選。
- 2006年 - 奥州市合併により、江刺市長失職。奥州市長当選。
- 2007年 - 第2回マニフェスト大賞首長部門審査委員会特別賞受賞。
- 2010年 - 奥州市長落選。

## 奥州市長選挙
2006年の奥州市誕生を機に初代市長を目指し立候補。旧水沢市長の高橋光夫、元衆議院議員の高橋嘉信を破り当選する。
2010年の市長選挙には、再選（2期目）を目指して出馬したが、新人で前奥州市議会議長の小沢昌記に12,600票差で破れ、再選はならなかった。

## 政策
奥州市長選では副県都構想、金ケ崎町・平泉町との合併（いわゆる「平泉市構想」）、四年制大学の誘致などを提唱した。
第二回「マニフェスト大賞2007」で、自身の「みんなで創ろう豊かな奥州市」が、首長部門審査委員会特別賞に選ばれた。